# Vidkun de Bjarkøy
Vidkun hund Jonsson también Vidkun de Bjarkøy ( apodado el Perro, 1060 - 1140) fue un noble noruego, lendmann de Bjarkøy. Hijo de Jon Arnesson y heredero de las antiguas dinastías de los Arnmødinge por parte paterna y Bjarkøyætta por la materna.
En 1102 Vidkun fue miembro del hird de Magnus III de Noruega en su campaña de Irlanda. En 1108 encabezó la cruzada noruega a Tierra Santa acompañando a Sigurd el Cruzado entre 1108 y 1111. Magnus, hijo ilegítimo de Sigurd el Cruzado, fue educado y creció al lado de Vidkun en Bjarkøy. Es un personaje recurrente en las sagas reales.

## Herencia
Se casó con una hija de Svend Svendsen de Gjerde, fruto de esa relación nacieron tres hijos:
- Erling Vidkunsson c. 1080
- Jon Vidkunsson c. 1085
- Arne Vidkunsson c. 1087